# Buxières-d’Aillac
Buxières-d’Aillac – miejscowość i gmina we Francji, w Regionie Centralnym, w departamencie Indre.
Według danych na rok 1990 gminę zamieszkiwało 246 osób, a gęstość zaludnienia wynosiła 10 osób/km² (wśród 1842 gmin Regionu Centralnego Buxières-d’Aillac plasuje się na 894. miejscu pod względem liczby ludności, natomiast pod względem powierzchni na miejscu 506.).